# Sinabelkirchen
Sinabelkirchen – gmina targowa w Austrii, w kraju związkowym Styria, w powiecie Weiz. Liczy 4134 mieszkańców (1 stycznia 2015).